# Nationale Vergadering (Zimbabwe)
De Nationale Vergadering (Engels: National Assembly) is het lagerhuis van het parlement van Zimbabwe. Tot 2013 droeg het lagerhuis de naam Huis van Samenkomst (House of Assembly). De Nationale Vergadering telt 270 leden die worden gekozen voor een periode van vijf jaar. Zestig van hen zijn vrouw. De verkiezingen vinden plaats op basis van het meerderheidsstelsel, maar om de zestig voor vrouwen gereserveerde zetels wordt gestreden middels een landelijke kieslijst.
Sinds de onafhankelijkheid in 1980 wordt de Nationale Vergadering gedomineerd door het Zimbabwaanse Afrikaanse Nationale Unie – Patriottisch Front (ZANU-PF), een linksnationalistische partij die bij de laatste verkiezingen van 2018 179 zetels behaalde. De voornaamste oppositiepartij is de Beweging voor Democratische Verandering - Alliantie (MDC Alliance) die in 2018 89 zetels verwierf.
Voorzitter van de Nationale Vergadering is sinds 2013 Jacob Mudenda (ZANU-PF).
Het hogerhuis van het parlement is de Senaat (Senate).

## Zetelverdeling

Zetelverdeling na de verkiezingen van 2018

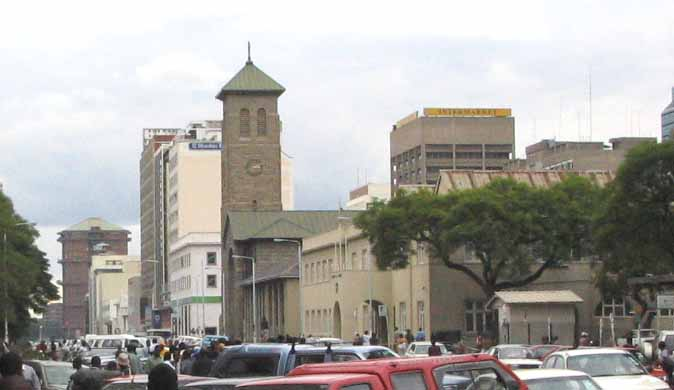
Het parlementsgebouw in Harare